# Пригарівка
Прига́рівка (Пригорівка) — село в Україні, у Козельщинській селищній громаді Кременчуцького району Полтавської області. Населення становить 444 особи. До 2017 орган місцевого самоврядування — Пригарівська сільська рада.

## Географія
Село Пригарівка знаходиться на відстані 1 км від села Панасівка та за 1,5 км від села Пашківка.

## Історія
Засновано вірогідно наприкінці 18 ст. або на початку 19 ст. 
За переписом 1859 року Пригарівка записана як власницьке село Кобеляцького повіту, при колодязях, за 16 верст від Кобеляк; 50 дворів, 398 жителів. Поруч знаходився хутір Бреусівський - один двір, 5 жителів. 
З другої половини 19 ст. входила до складу Бреусовської волості. 
У 1870 році збудовано дерев'яну Різдвяну Івано-Предтеченську церкву в одному зв'язку з дзвіницею.  При ній була бібліотека, у парафії  - земська та чоловіча й жіноча церковнопарафільні школи. 
На час перепису 1900 року у Пригарівці Бреусівської волості Кобеляцького повіту  - громада селян власників (кол. кріпаків), 58 дворів та 610 жителів. Діяли земська та церковнопарафіяльні школи. 
У 1910 році в Пригарівці налічувалось 127 господарств та 756 жителів. 
Радянський режим проголошено в січні 1918 року. Село стало центром сільради. 
7.ІІІ.1923 Пригарівку включено до складу Бригадирівського району Кременчуцького округу (існ. до вересня 1930), з 1933 року  - Козельщинського району. 
На 7.ІХ.1923 у Пригарівці - 1050 жителів, до сільради входили села та хутори Білоуськи, Горбані, Кітляри, Манці, Панасенки (Панасівка), Сновиди, Солов'ї, Тристани та Штефани. За переписом 1926 року у Пригарівський сільраді 2608 жителів. 
У 1927 році виникло машинно-тракторне товариство. У 30-і роки створено колгосп "Хвиля революції". 
У 1932 - 1933 роках від голодомору загинуло: у Пригарівці  - 147 чоловік, у Панасівці - понад 100 чоловік, у Сухому Кобелячку - 113 чоловік, у Сушках  - 300 чоловік.
Наприкінці 30-х. рр. Пригарівка зросла за рахунок кількох хуторів.
У період німецько-фашистської окупації (14.ІХ.1941 - 25.ІХ. 1943) гітлерівці вивезли на примусові роботи до Німеччини 62 чоловіка, відступаючи знищили громадські та колгоспні будівлі, 5 хат селян. 
12 червня 2020 року, відповідно до розпорядження Кабінету Міністрів України № 721-р «Про визначення адміністративних центрів та затвердження територій територіальних громад Полтавської області», село увійшло до складу Козельщинської селищної громади.
19 липня 2020 року, в результаті адміністративно - територіальної реформи та ліквідації Козельщинського району, село увійшло до складу новоутвореного Кременчуцького району.

## Економіка
- ТОВ «МагІнвест».

## Об'єкти соціальної сфери
- Школа.

## Цікаві факти
Неподалік села (біля трасси Полтава-Кременчук, зупинка "68-й кілометр") знаходится найвища точка району - Майдан Громова Могила (Пам’ятка археології місцевого значення.Наказ Міністерства культури України № 325 від 18.04.2017 р. охоронний номер 4808-Пл.), описана в романі "Твоя зоря" Олеся Гончара. 
"Йдемо довго, …, одначе йдемо, йдемо... Та ось нарештi вона виринає з-пiд обрiю, округла, срiбляста, наче баня якогось храму, що ледь виглядає з землi, це i є Громова могила! Вона нiби матка серед багатьох менших могил, що їх всюди розкидано в наших степах, - давно кимось насипанi, виднiються, ближче й далi, декотрi ледь мрiють, порозпливавшись, у сонячнiм маревi... Для тернiвщан, як i для всiх довколишнiх сiл, Громова - то своєрiдний маяк серед безбережжя наших степiв, орiєнтир, вiд якого вiдмiрюють вiдстань... 
Вгорi небо, а пiд нами що? Скарбiв, мабуть, повнiсiнько в цiй Громовiй? Шабель та сiдел в оздобах, баклаг iз чистого срiбла та рiзних вояцьких поладупкiв? Дiрочка темнiє в сухiй землi - що там у нiй? То один, то другий прикладаємось вухом: о, здається, джмiль там гуде! Головний скарбiвничий.... I сама ця наша Громова, найвища з могил, неодмiнно чимось торкне тобi душу, цiле лiто вона мовби виглядає когось, - чи не за те й люблять її вiтри? Вiд самої колиски ми чуєм: "У полi могила з вiтром говорила, повiй, вiтре буйнесенький, щоб я не чорнiла".

Це, нам здається, саме й спiвалось про Громову!".
Обстеження проводилися починаючи з 1917 року. 